# Tanobán
Tanobán (Tanohón o Tanobon Island) es una isla situada en Filipinas, adyacente a la de Busuanga, isla que forma parte del grupo de Calamianes. 
Administrativamente forma parte del barrio de  Calauit (Rizal) del municipio filipino de tercera categoría de Busuanga perteneciente a la provincia  de Paragua en Mimaro,  Región IV-B.

## Geografía
Isla Busuanga es  la más grande del Grupo Calamian situado a medio camino entre las islas de Mindoro (San José) y de Paragua (Puerto Princesa), con el Mar de la China Meridional a poniente y el mar de Joló a levante. Al sur de la isla están las otras dos islas principales del Grupo Calamian: Culión y  Corón.
En el estrecho de Mindoro, bañada por las aguas del mar de Joló, tiene aproximadamente 950 metros de largo, en dirección este-oeste, y unos 80 metros de ancho.
Situada al norte de Isla Calauit, a 6.200 m de cabo Macachín (Macachin Point) y 3.500 m de cabo Inagtapad (Inagtapad Point). Cinco kilómetros al oeste se encuentra la isla  de Dimipac.
Forman parte del Barrio de Caluit las islas de Dimipac y de Tanobán (Tanohon).